# Boris Bychowsky
Boris Evseevitch Bychowsky (em russo:  Борис Евсеевич Быховский; 14 de agosto de 1908 — 26 de janeiro de 1974) foi um cientista soviético, especializado em parasitologia dos peixes, notabizando-se pelo estudo dos parasitas pertencentes ao agrupamento Monogenea. Foi director  do Instituto de Zoologia da Academia das Ciências da URSS em São Petersburgo (entãoLeningrado) (1962–1974). Foi autor de mais de 100 publicações científicas, maioritariamente sobre sistemática dos Monogenea. O seu mais famoso trabalho é a monografia dos Monogenea, publicada em 1957 e traduzida para inglês em 1961.